# 賀子内親王
賀子内親王（よしこないしんのう）は、江戸時代の皇族。

## 経歴
後水尾天皇の第6皇女。母は東福門院。関白二条光平の北政所。幼名を女五宮、兼宮という。
寛永21年（1644年）10月2日、内親王宣下を受け、この時から賀子内親王を名乗る。
正保2年（1645年）1月28日に従兄である二条光平と縁組し、2月24日に降嫁する。慶安元年（1648年）、娘（後の徳川綱重正室・隆崇院）を出産。後に二条綱平を養子とし（綱平の夫人は姪の栄子内親王）、永悟法親王（後西天皇皇子）を猶子とする。
天和2年（1682年）、夫の二条光平が死去し、賀子は剃髪し仏門に入った。
元禄9年（1696年）薨去。享年65。二尊院に葬られた。戒名は深信解脱院宮。

## 系譜
- 父：後水尾天皇
- 母：東福門院和子
- 兄弟
  - 同母兄弟
    - 明正天皇、女二宮、高仁親王、若宮、昭子内親王、菊宮

  - 異母兄弟
    - 後光明天皇、守澄法親王、元昌女王、宗澄女王、桂宮、賀茂宮、文智女王、理昌女王、光子内親王、後西天皇、性真法親王、摩佐宮、理忠女王、穏仁親王、道寛法親王、尭恕法親王、常子内親王、眞敬法親王、尊證法親王、霊元天皇、永享女王、尊光入道親王、盛胤法親王、文察女王、新宮、性承法親王
- 夫：二条光平
- 子女：隆崇院
- 養子：二条綱平
- 猶子：永悟法親王